# Cosmocampus profundus
Cosmocampus profundus är en fiskart som först beskrevs av Earl Stannard Herald 1965.  Cosmocampus profundus ingår i släktet Cosmocampus och familjen kantnålsfiskar. Inga underarter finns listade i Catalogue of Life.